# 크누드 에네마르크 옌센
크누드 에네마르크 옌센(Knud Enemark Jensen, 1936년 11월 30일 ~ 1960년 8월 26일)은 이탈리아 로마에서 열린 1960년 하계 올림픽 사이클 경기 중 사망한 덴마크 사이클 선수이다. 그는 올림픽에서 약물 복용으로 인해 사망한 것으로 잘 알려져 있다.
옌센은 오르후스에서 태어났다. 그는 경기 도중에 넘어졌으며 두개골 골절을 입고 근처의 로마 병원으로 이송된 지 얼마 지나지 않아 사망했다. 검시관들은 그가 암페타민과 또 다른 약인 니코티닐 알코올을 복용한 것으로 보인다고 말했다. 이것들을 복용하면 말초신경에 직접적인 영향을 끼쳐서 홍조를 띄거나 혈압이 약해지는 증상이 나타난다.
1961년 3월 24일, 3명의 검시관들은 그의 사인이 약에 의한 것이 아니라 찌는듯한 더위에 의한 것이라며 최종 보고서에서 발표했다. 그의 가족들은 100만리라를 보상금으로 받았다. (약 1600달러)
그의 죽음은 국제 올림픽 위원회가 1967년에 의학 위원회를 설립하게 했고 프랑스의 그르노블에서 열린 1968년 동계 올림픽과 멕시코의 멕시코시티에서 열린 1968년 하계 올림픽 때 도핑검사를 하게 만들기도 했다.